# 波隆尼亞宮酒店

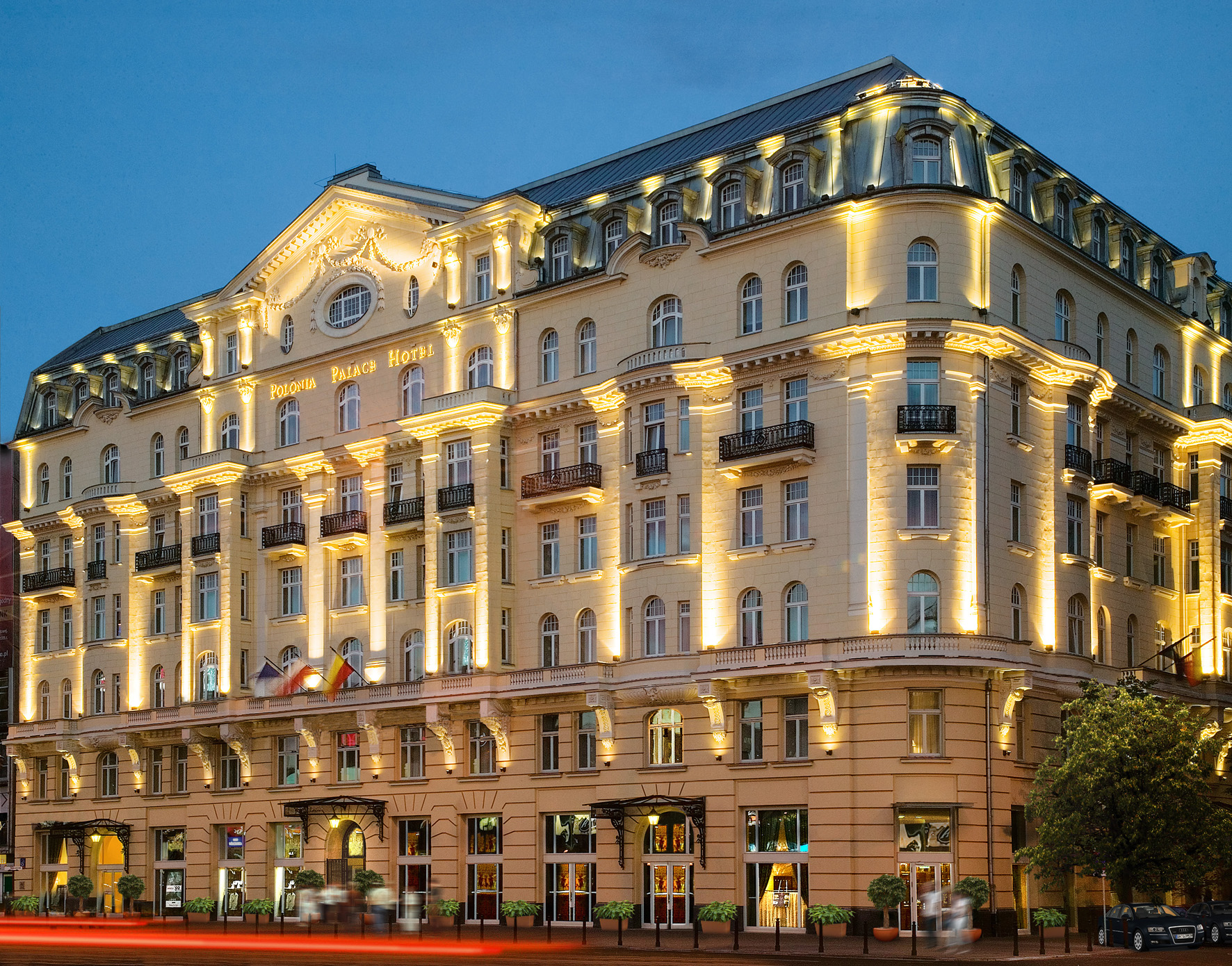
波隆尼亞宮酒店

波隆尼亞宮酒店（Polonia Palace Hotel）是位於波蘭首都華沙市中心的一座酒店，開業於1913年。這座酒店是華沙歷史第二古老的酒店，僅次於布里斯托酒店。在1965年，波隆尼亞宮酒店成為波蘭的歷史古蹟。二戰期間，波隆尼亞宮酒店奇蹟般的逃過了戰火。在戰後初期，許多外國都曾臨時將領事館設於波隆尼亞宮酒店。現在波隆尼亞宮酒店由一家奧地利企業所有。

## 外部連結
- Official website （页面存档备份，存于）